# ホワイトヘッド魚雷
ホワイトヘッド魚雷（ホワイトヘッドぎょらい）とは、自走式もしくは「機関式」として最初に開発された魚雷である。この機械は、オーストリア＝ハンガリー帝国海軍のジョバンニ・ルピスがデザインを考察し、ロバート・ホワイトヘッドにより1866年に完成した。多数の海軍機関が1870年代にホワイトヘッド魚雷を入手し、その中にはアメリカ海軍が含まれる。この初期の魚雷は露土戦争の戦闘で試され、1878年1月16日にオスマン帝国汽船「インティバー (Intibah)」は、ロシア帝国海軍の水雷艇が装備したホワイトヘッド魚雷によって撃沈された。

## 歴史

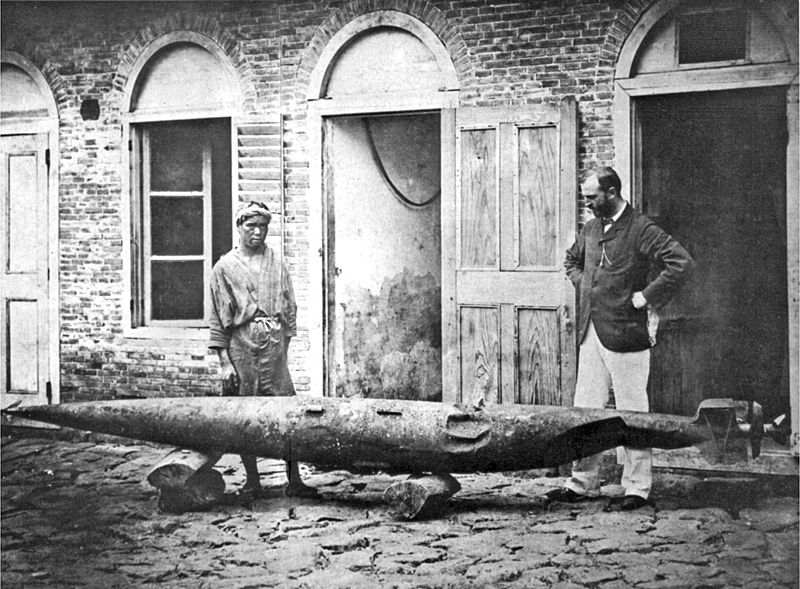
へこんだ試験魚雷とロバート・ホワイトヘッド（右側）。左側の人物は彼の息子ジョン。フィウメ、1875年ごろ

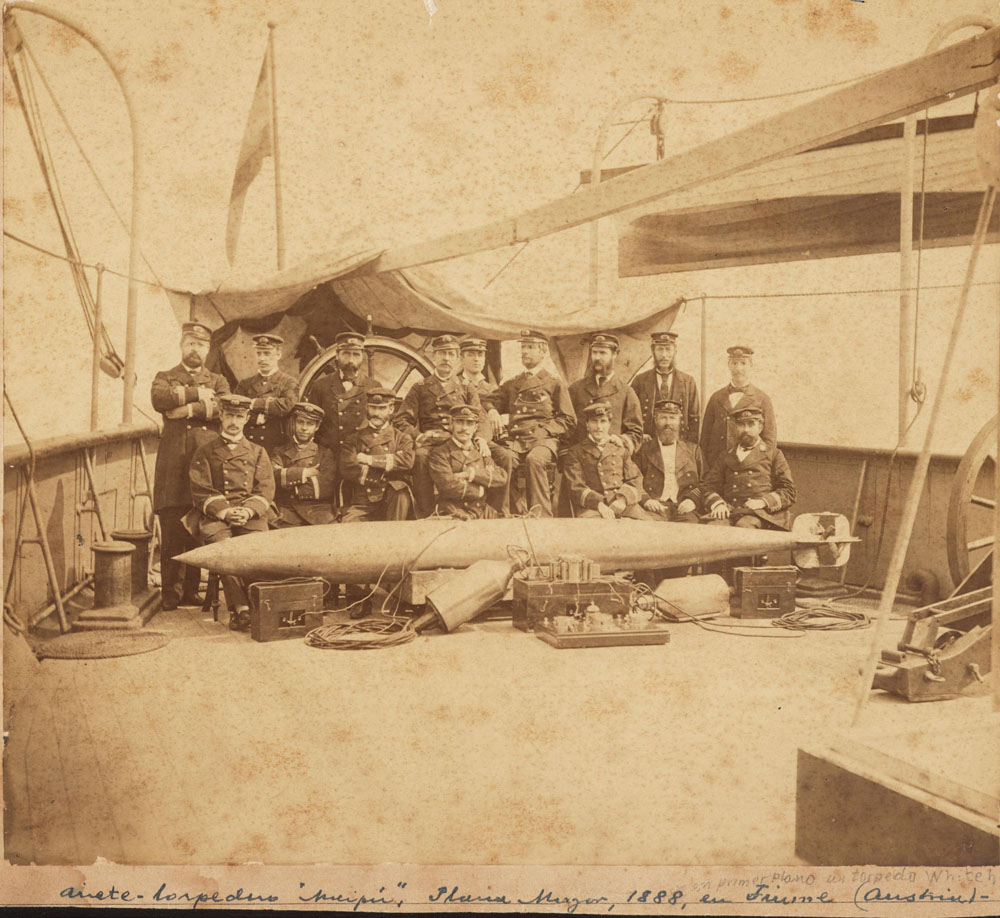
アルゼンチン軍の水兵とホワイトヘッド魚雷。フィウメ、1888年。

19世紀中、オーストリア海軍砲科のある無名士官が、爆発物を載せた小型艇を用いるという概念を思いついた。この艇は蒸気機関もしくは圧縮空気による機関で自走し、ケーブルによって舵を取り、敵艦船に対して投入する物だった。彼の死に際し、その試案はジョバンニ・ルピス大佐の手に入った。ルピスは装置の模型を製作しており、それはスプリング動力で駆動する自動式機構を備え、陸上からケーブルによって操舵されるものだった。機械は不満足な物で、ルピスはこれを「コースト・セイバー」と呼んでいた。ルピスはオーストリアのフィウメにあった工場「スタビリメント・テクニコ・フィウマーノ」のために働いていたロバート・ホワイトヘッドを頼った。1850年頃、オーストリア海軍はホワイトヘッドに対し、この設計を水線下を自走する魚雷として開発するよう依頼した。
ホワイトヘッドは自身では「Minenschiff」ミーネンシフ、機雷船と呼んだものを開発した。これは全長335.28cm、直径35.56cmの魚雷で、圧縮空気によって推進し、炸薬を充填した弾頭を搭載しており、雷速は13km/hを発揮した。また640m離れた目標に命中する能力があった。1868年、ホワイトヘッドは自身の魚雷が持つ安定性の問題について、振り子およびハイドロスタット制御という解決法を導入した。これは深度による水圧変動をフイゴ様の装置で検知すると同時に、魚雷のピッチ変動を振り子で検出し、この変動を操舵ロッドに加えて魚雷の深度を維持するシステムである。1869年、オーストリア海軍はホワイトヘッド魚雷の製造権を購入した。1870年までに、ホワイトヘッドの魚雷は17ノットで航走するようになっていた。しかし未だに進路を適正に保つ問題が残っていた。風や波の働きによって進路がそれた後、魚雷を正しい進路に戻すことである。解決はルートヴィヒ・オプリーが特許を持っていたジャイロスコープのギア形状にあり、ホワイトヘッドは1896年に権利を購入した。
1877年5月29日にイギリスのフリゲート「Shah」がペルーの反乱装甲艦「ワスカル」に対してホワイトヘッド魚雷を発射しており、これが実戦で最初にホワイトヘッド魚雷が使用された事例である。

## 設計

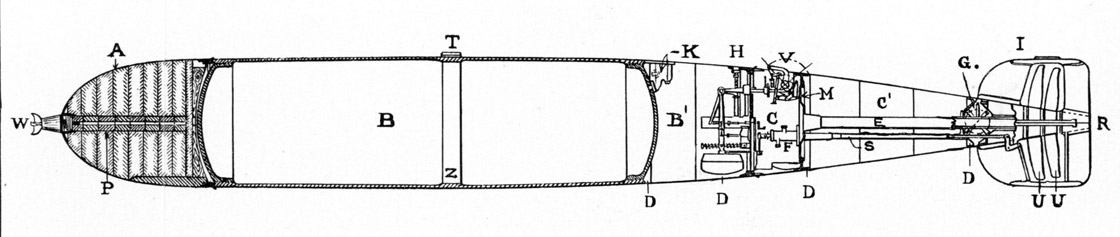
アメリカ海軍が1898年に出版した『The Whitehead Torpedo』マニュアルに描かれた、ホワイトヘッド魚雷の一般的な形状。A、弾頭。B、気室。B'、浸水区画。CC'、胴部。C、機関室。DDDD、排水孔。E、シャフトチューブ。F、操舵機構。G、傘歯ギアボックス。H、深度検出器。I、尾部。K、充填および停止バルブ群。L、固定ギア。M、エンジンの台板。P、雷管ケース。R、舵。S、操舵ロッド・チューブ。T、導子。UU、プロペラ。V.バルブ群。W、信管。Z、補強帯

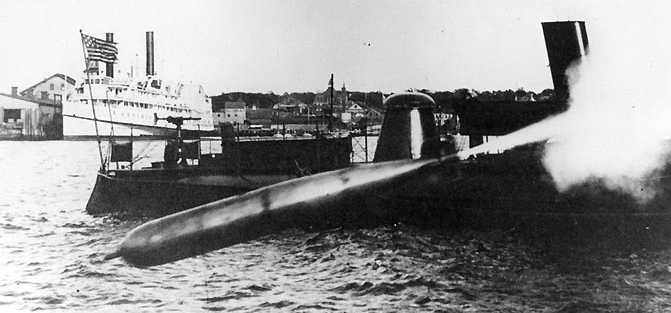
イーストドックからホワイトヘッド マーク3魚雷を射出。ロードアイランドのニューポート魚雷局、1894年。

1868年、ホワイトヘッドは2種類の魚雷を世界各国の海軍に向けて提示した。一種は全長353cm、直径は35.56cmだった。重量は156.94kgであり、また18.14kgの弾頭を装着した。もう一種は全長426.72cmで直径が40.64cmだった。自重は294.83kg、また27.21kgの弾頭を装備した。両方のモデルとも約182mの射程で雷速14.82km/hから18.52km/hを発揮した。
1892年、アメリカ海軍は、アメリカ企業「E・W・ブリス・カンパニー」が製造権を確保した後、ホワイトヘッド魚雷の運用を開始した。アメリカ海軍向けに製造されたホワイトヘッド魚雷は4つの部分に分割されている。頭部、気室、胴部、尾部である。頭部はニトロセルロースの炸薬を収容している。気室は圧縮空気を内蔵し、容量は1,350ポンド/1平方インチ、もしくは90気圧だった。胴部はエンジンおよび制御装置を収容し、またプロペラと舵が尾部につけられた。気室は良く鍛えられた鋼製である。魚雷の弾体の他の部品は薄い圧延鋼で作られた。内部の部品は普通、青銅で組み立てられていた。この魚雷は魚雷発射管を用い、水線よりも下もしくは上から撃ち出された。発射は空気や火薬による。

## 重要性
1871年、イギリス海軍が魚雷の製造権を購入し、イングランドのウーリッジにある王立研究所で量産を開始した。イギリス海軍は、HMSホーランド1に続く自軍の最初期の潜水艦にホワイトヘッド魚雷を搭載した。フランス、ドイツ、イタリア、ロシア、清国の海軍もすぐに追随して配備を行い、ホワイトヘッド魚雷の導入を開始した。1877年までに、ホワイトヘッド魚雷は最大射程830ヤード(760m)と雷速18マイル(29km/h)を達成した。
露土戦争中の1878年、ロシア帝国海軍のマカロフ大尉指揮下の艦載水雷艇が、イギリスから輸入したホワイトヘッド魚雷を使用してオスマン帝国海軍の砲艦を撃沈し、これが史上初の魚雷による戦果となった。1880年代までに、世界の海軍の多くがホワイトヘッド魚雷を入手し、この兵器を戦闘に投入するべく水雷艇の配備を開始した。また技術者達はホワイトヘッド魚雷で武装した潜水艦を構想し始めた。1904年、イギリス軍のヘンリー・ジョン・メイ提督は「ホワイトヘッドがなければ、潜水艦は単なる面白いおもちゃに過ぎなかっただろう。」と述べている。